# Cissuvora ampelopsis
Cissuvora ampelopsis är en fjärilsart som beskrevs av Engelhardt 1946. Cissuvora ampelopsis ingår i släktet Cissuvora och familjen glasvingar. Inga underarter finns listade i Catalogue of Life.